# 曼珠·瓦里尔

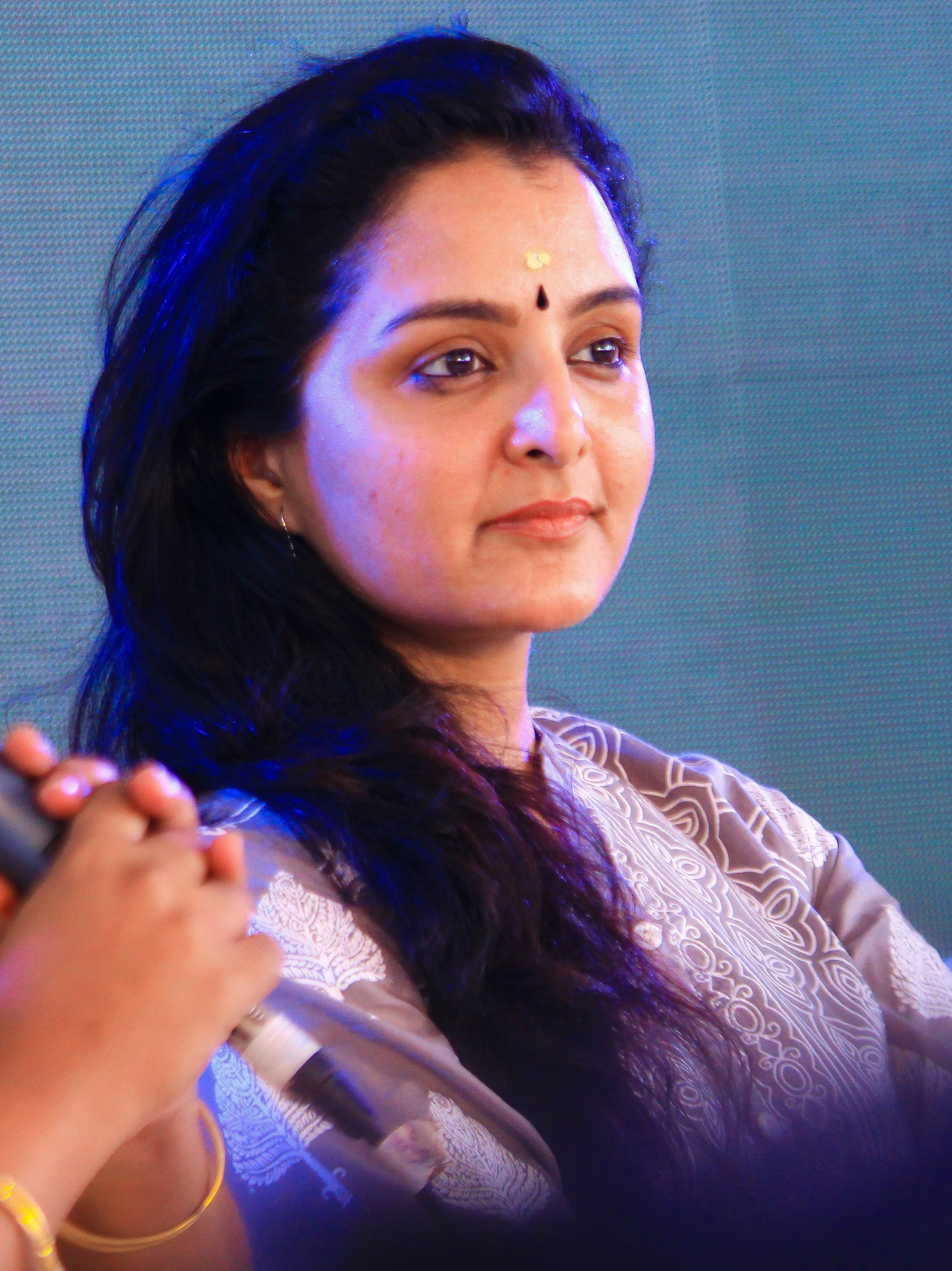
曼珠·瓦里尔

曼珠·瓦里尔 ( 1978/1979年9月10日—）是一位印度馬拉雅拉姆語電影女演员。她生于納蓋科伊爾的一个馬拉亞利人家庭。 她的哥哥也是一名演员和制片人。 她曾获得印度國家電影獎。  1998年婚后，她暂時息影。2014年又重返影坛。 